# Kalama (település)
Kalama az Amerikai Egyesült Államok északnyugati részén, Washington állam Cowlitz megyéjében elhelyezkedő város. A 2010. évi népszámlálási adatok alapján 2344 lakosa van.
A település nevét John W. Sprague tábornok választotta; a „calama” indián kifejezés jelentése „csinos leány”. Más források szerint a Kalama folyó torkolatánál fekvő indián település neve Thlakalamah volt.

## Történet
A térség első lakói cowlitz indiánok voltak. Az első fehér telepes az 1853-ban családjával ideérkező Ezra Meeker volt, aki telkét egy évvel később értékesítette; a területet megvásárló Davenport volt az első állandó telepesek egyike. 1870-ben a Northern Pacific Railway földmérői egy lehetséges végállomás helyét keresték; mivel a közeli Martin’s Bluffben nem sikerült a tulajdonosokkal megegyezniük, a vasútvonal végállomása és egyben a vállalat székhelye is Kalama lett. A település lakossága ekkor főleg vasúti dolgozókból állt.
A településen a Northern Pacific Railway kikötőt, fűrészüzemet, autókereskedést, fordítókorongot, szállodákat, üzleteket, lakásokat és kórházat is létesített. 1870-ben a lakosság száma meghaladta a 3500 főt; ekkor további lakóegységek, szalonok, valamint egy sörfőzde és kaszinó is nyílt. A helységet a „Rail meets Sail” („a vasút találkozik a hajókkal”) szlogennel népszerűsítették. A vasúttársaság San Franciscóban kínai munkásokat toborzott, akik Kalamában a ma China Gardens nevet viselő kínai negyedben éltek. A lakosságszám hamarosan elérte az 5000 főt, azonban 1874 elején a vasút székhelyét Tacomába helyezte át, így csak 700 lakó maradt itt.
Kalama 1871. november 29-én kapott városi rangot, 1872 és 1922 között pedig Cowlitz megye székhelye volt. A vasútvonal a portlandi hidak 1909-es elkészültéig fontos szerepet töltött be. A Tacomáig futó vágányok építése 1871 áprilisában kezdődött; a menetrend szerinti közlekedés 1874. január 5-én indult. 1884 októberében a Columbia folyón három vágánnyal rendelkező vasúti komp indult, amely 12 személy- vagy 25 tehervagont tudott szállítani.

## Éghajlat
A város éghajlata mediterrán (a Köppen-skála szerint Csb).
| Hónap                         | Jan.  | Feb.  | Már. | Ápr. | Máj. | Jún. | Júl. | Aug. | Szep. | Okt. | Nov.  | Dec.  | Év    |
| ----------------------------- | ----- | ----- | ---- | ---- | ---- | ---- | ---- | ---- | ----- | ---- | ----- | ----- | ----- |
| Rekord max. hőmérséklet (°C)  | 17,8  | 22,8  | 26,7 | 32,2 | 36,7 | 37,8 | 40,6 | 42,2 | 40,0  | 32,2 | 25,0  | 18,9  | 42,2  |
| Átlagos max. hőmérséklet (°C) | 8,3   | 10,6  | 13,3 | 16,1 | 19,4 | 22,2 | 25,6 | 26,1 | 23,3  | 17,2 | 11,1  | 7,8   | 16,8  |
| Átlagos min. hőmérséklet (°C) | 1,7   | 1,7   | 3,9  | 5,0  | 7,2  | 10,0 | 11,7 | 11,7 | 10,0  | 6,7  | 3,9   | 1,7   | 6,3   |
| Rekord min. hőmérséklet (°C)  | −28,9 | −16,7 | −7,2 | −3,9 | −2,8 | −1,1 | 0,0  | 1,7  | −1,7  | −5,0 | −12,8 | −15,6 | −28,9 |
| Átl. csapadékmennyiség (mm)   | 168   | 129   | 119  | 96   | 81   | 57   | 21   | 29   | 52    | 102  | 196   | 173   | 1223  |
| Forrás: The Weather Channel   |       |       |      |      |      |      |      |      |       |      |       |       |       |

## Népesség
A 2010-es népszámláláskor a városnak 2344 lakója, 967 háztartása és 665 családja volt. A népsűrűség 253,4 fő/km2. A lakóegységek száma 1070, sűrűségük 115,7 db/km2. A lakosok 91,3%-a fehér, 0,6%-a afroamerikai, 1,3%-a indián, 1,2%-a ázsiai, 0,1%-a a Csendes-óceáni szigetekről származik, 1,8%-a egyéb, 3,7%-a pedig kettő vagy több etnikumú. A spanyol vagy latino származásúak aránya 4,9% (   )
A háztartások 31,6%-ában élt 18 évnél fiatalabb. 52% házas, 11,5% egyedülálló nő, 5,3% egyedülálló férfi, 31,2% pedig nem család. 25,4% egyedül élt; 10,6%-uk 65 éves vagy idősebb. Egy háztartásban átlagosan 2,42 személy élt; a családok átlagmérete 2,88 fő.
A medián életkor 41,4 év volt. A város lakóinak 23,5%-a 18 évesnél fiatalabb, 6,3% 18 és 24 év közötti, 24%-uk 25 és 44 év közötti, 29,5%-uk 45 és 64 év közötti, 16,6%-uk pedig 65 éves vagy idősebb. A lakosok 48,8%-a férfi, 51,2%-a pedig nő.

## Nevezetes személyek
- Anna Kashfi, színész[15]
- Jackson Gillis, forgatókönyvíró[16]

## Fordítás
- Ez a szócikk részben vagy egészben  a   Kalama, Washington című angol Wikipédia-szócikk ezen változatának fordításán alapul.  Az eredeti cikk szerkesztőit annak laptörténete sorolja fel. Ez a jelzés csupán a megfogalmazás eredetét és a szerzői jogokat jelzi, nem szolgál a cikkben szereplő információk forrásmegjelöléseként.